# Козырева, Нэлли Владимировна
Нэ́лли Влади́мировна Ко́зырева (род. 9 декабря 1943 г., Ленинград) — российский востоковед, специалист по социально-экономической истории Месопотамии III—II тысячелетий до н. э. Ведущий научный сотрудник ИВР РАН (с 2011 года), доктор исторических наук, профессор СПбГУ, его завкафедрой Древнего Востока (1998—2011).

## Биография
Окончила отделение ассириологии восточного факультета ЛГУ по кафедре истории Древнего Востока (1967).
В 1968—1998 годах — сотрудница сектора Древнего Востока Ленинградского отделения Института востоковедения АН СССР, прошла путь от лаборанта до старшего научного сотрудника.
В 1974 году защитила диссертацию «Старовавилонский город Ларса», в том же году ей была присвоена степень кандидата исторических наук. В 1997 году защитила докторскую диссертацию «Южная Месопотамия в начале II тыс. до н. э. (социально-экономические отношения)».
С 1994 года преподавала на кафедре истории стран Древнего Востока восточного факультета СПбГУ, в 1998 году была избрана по конкурсу на должность заведующей кафедрой (по 2011 год).
С 2011 года вновь в ИВР РАН — ведущий научный сотрудник Отдела Древнего Востока.
Автор более 80 работ, в частности двух монографий:
- Козырева Н. В. Древняя Ларса : очерки хозяйственной жизни. — М. : Главная редакция восточной литературы издательства «Наука», 1988. — 204 с. — (Культура народов Востока : материалы и исследования / председатель ред. коллегии Ю. А. Петросян ; вып. 1 : Старовавилонская культура). — 2900 экз.
- Козырева Н. В. Очерки по истории Южной Месопотамии эпохи ранней древности : (VII тыс. до н. э. — середина II тыс. до н. э.). — СПб. : Контраст, 2016. — 552 с. — (Studia Mesopotamica / ред. совет: М. А. Дандамаев, Б. В. Ерохин, Н. В. Козырева, А. И. Колесников, В. П. Никоноров, И. Ф. Попова, А. А. Родионов). — ББК 63.3(0)31. — ISBN 978-5-4380-0149-2.

Отмечена Почётной грамотой Министерства образования и науки РФ (2005).